# Atimia maculipuncta
Atimia maculipuncta es una especie de escarabajo longicornio del género Atimia, tribu Atimiini, subfamilia Lamiinae. Fue descrita científicamente por Semenov & Plavilstshikov en 1937.
La especie se mantiene activa durante los meses de junio, julio y agosto.

## Descripción
Mide 5-8 milímetros de longitud.

## Distribución
Se distribuye por China, Mongolia y Rusia.